# Aroegas fuscus
Aroegas fuscus är en insektsart som beskrevs av Naskrecki 1996. Aroegas fuscus ingår i släktet Aroegas och familjen vårtbitare. Inga underarter finns listade i Catalogue of Life.